# Aldehuela de la Bóveda
Aldehuela de la Bóveda è un comune spagnolo di 371 abitanti situato nella comunità autonoma di Castiglia e León.